# Moira (Irlande du Nord)
Pour les articles homonymes, voir Moira (homonymie).
Moira est un village de 4 221 habitants dans le comté de Down en Irlande du Nord.